# Lead Road
Lead Road är ett spanskt rockband som startades 2007 i Sevilla (Andalusien). Bandet har influenser av 1990-talet och fick mycket publicitet genom singeln "Hard Times". 2008 släppte de sin första EP med vilken de även blev kända i utlandet, mycket tack vare låten "Without".
Bandets medlemmar var från början sångaren Simo Aît Akhmisse, gitarristen Adrian Diaz, basisten Oliver Woshake och trummisen Manuel López. Efter ett tag värvade de gitarristen Alejandro Dominguez. Senare lämnade Manuel López bandet, men man lyckades värva trummisen Pack Attack strax efter.

## Medlemmar
- Simo Aît Akmisse - guitarr och sång
- Adri Vines - guitarr
- Alejandro Dominguez - guitarr
- Oliver Woshake - bas
- Pack Attack - trummor

## Diskografi
- "Hard Times" - 2007
- "Lead Road" - 2008
- "Put the helmet on" - 2011